# Joseph Hepp
Joseph Hepp (en grec moderne : Ζόζεφ Χεπ) né à Budapest en 1887 et décédé à Athènes en 1968 est un cadreur, directeur de la photographie et réalisateur grec car il se fit naturaliser grec.

## Biographie
Travaillant à l'origine pour Pathé, Joseph Hepp s'installe à Athènes en 1910, d'abord comme projectionniste pour la salle Panhellinion puis il tourne des films d'actualités tel que Petits Princes dans le jardin du palais (dont ne subsiste que quelques fragments), à la demande du roi Georges Ier qui bientôt le nomme « Photographe et Cinématographe royal »,,,.
Il filme ensuite les guerres balkaniques dont la prise de Thessalonique. Il filme aussi en décembre 1916 l'excommunication d'Elefthérios Venizélos au moment du « Schisme national » : le premier reportage politique de l'histoire du cinéma grec.
En 1916-1917, Joseph Hepp fonde avec Yorgos Prokopiou la maison de production Asty Films. Une des innovations de l'entreprise, due à Hepp, est la mise au point d'une technique nouvelle pour l'insertion d'intertitres en grec dans les films importés. Leur premier projet La Montée au Golgotha n'est pas achevé. En 1917, il travaille avec Dímos Vratsános et Filippo Martelli sur La Fortune d'Annoula. Cependant, les difficultés financières de l'entreprise obligent Hepp à la revendre à un consortium de riches Grecs du Cap.
En 1917, soupçonné, en tant qu'Austro-Hongrois d'être favorable à la Triplice (ce qui est le cas), Joseph Hepp est exilé sur Skyros puis Ikaria.
Au début des années 1920, il tourne la série des Vilar,.
Pour deux courts-métrages de 1930, dont La Femme de chambre et le marchand de légumes, il met au point son propre système de sonorisation. Hepp travaille alors pour la maison de production Olympia Films.

## Filmographie

### Réalisateur
- 1911 Petits Princes dans le jardin du palais
- 1927 Les Aventures de Vilar
- 1927 Vilar aux bains féminins de Phalère
- 1930 La Femme de chambre et le marchand de légumes

### Directeur de la photographie
- 1916 : La Montée au Golgotha
- 1917 : La Fortune d'Annoula
- 1924 : Michaïl est sans le sou
- 1924 : L'Amour de Michaïl et Concetta
- 1924 : Le Mariage de Michaïl et Concetta
- 1924 : Le Rêve de Michaïl
- 1925 : Le Rejeton du destin
- 1926/1929 Maria Pentayotissa
- 1927 : Les Aventures de Vilar
- 1948 Les Allemands reviennent
- 1950 L'Ivrogne
- 1950 Viens voir le tonton !
- 1951 : Pain amer